# Frederik Christian 2. af Slesvig-Holsten-Sønderborg-Augustenborg
Frederik Christian 2., hertug af Slesvig-Holsten-Sønderborg-Augustenborg (28. september 1765 på Augustenborg Slot – 14. juni 1814 sammesteds) var den førende skikkelse i den augustenborgske hertugslægt og på et tidspunkt en af de mest betydningsfulde mænd i den danske konges riger, da han i en periode besad den næsthøjeste post i gehejmestatsrådet, kun overgået af kongen.
Fra Augustenborg Slot stod færdigt i 1776 til den tragiske treårskrig, var det lille hof i Augustenborg et kulturelt og politisk centrum, hvor nord og syd, dansk og tysk mødtes. Hertugen var begejstret for oplysningstidens ideer, ja, endog for frihedsrøret i Frankrig, indtil det skejede ud i vold. Han korresponderede med Schiller og andre europæiske åndspersonligheder. Jens Baggesen og andre forfattere var skattede gæster. Og hertugen gik i modsætning til kong Frederik VI varmt ind for trykkefriheden.
I regeringen (gehejmestatsrådet) var Frederik Christian den første moderne uddannelsespolitiker. Som patron for universitetet ivrede han for gennemgribende reformer, herunder oprettelse af statsvidenskabelige og forvaltningsmæssige universitetsgrader. Det var tanker, som hans biologiske svigerfader Struensee havde haft, og som først virkeliggjordes generationer senere.
Han og hustruen Louise Augusta ansås i begyndelsen af 1790'erne for at være revolutionsvenlige. Ved en offentlig tale på Universitetet tiltalte han – for første gang i Danmark – tilhørerne som "borgere", den titel som den franske revolution havde indført for frie, lige mennesker. Men efter 1793 bevægede han sig hastigt mod højre, og hans politiske holdninger medførte rivninger med hustruen, der livet igennem bevarede sine revolutionære principper.
Han var ateist og modarbejdede religionens indflydelse på skolen. Han ønskede endda at afskaffe alle former for religionsundervisning i skolen og dens overbygning, den "lærde skole". På Universitetet, som hidtil havde uddannet præster og jurister, indførte han humanistiske fag: hans privatsekretær Knud Lyhne Rahbek blev ansat og underviste som den første i Danmak i moderne dansk litteratur.
Frederik Christian var ikke specielt populær. Hans noget pedantiske form og hans klejne skikkelse gjorde ham til et oplagt offer for københavnerviddet, der døbte ham “Hans lille Højhed”
Gennem sit giftermål blev han svoger til kronprinsen, den senere Frederik VI. kronprinsens halvsøster Louise Augusta var frugt af forholdet mellem Johann Friedrich Struensee og Christian 7.'s dronning Caroline Mathilde.
Ganske vist stod hertugens indviklede arvekrav på hertugdømmerne Slesvig og Holsten som en skygge mellem svogrene, men hertugens ægteskab var synligt lykkeligt: to begavede mennesker supplerede hinanden: hun med livlighed, kreativitet og ånd, han med fornuft, politisk og pædagogisk begavelse. Deres børneflok viste, at der var liv og energi i slægten – i modsætning til de hensygnende oldenborgere.
Midt under Napoleonskrigene blev forholdet mellem Frederik VI og augustenborgerne ødelagt som følge af en konflikt om den svenske trone:
I 1809 var den svenske konge afsat, og den nye konge var stadig barnløs i en alder af 60. Svenskerne udså sig hertugens broder prins Christian August, som var en populær dansk guvernør og feltmarskal i Norge, til tronfølger. Det var ganske bemærkelsesværdigt, fordi Danmark og Sverige var i krig.
Det gav augustenborgerne mulighed for at nærme sig magtens centrum. Men Frederik 6. var også interesseret i den svenske trone for at kunne samle Norden. Han så med dyb skepsis på augustenborgernes manøvrer. Konflikten mellem hertugen og kongen brød ud i lys lue, da Christian August døde under mystiske omstændigheder, før han kom på tronen. Konflikt viste sig at være absurd, da svenskerne ikke ville have nogen af dem, men valgte den franske marskal Bernadotte, senere kong Carl 14. Johan.
Frederik Christians loyalitet over for Frederik 6. fik en ende, da kongen med bl.a. en flådeblokade omkring Als søgte at forhindre ham i at få den svenske trone. Hertugen forsøgte at manøvrere i det skjulte, men kongen var hele tiden orienteret om alt, hvad hertugen foretog sig: Louise Augusta var en stærk og selvstændig kvinde og følte trods sit lykkelige ægteskab loyalitet over for sin bror, kongen. Hun gav alle fortrolige oplysninger om hertugens manøvrer videre til København.
Fra da af var hertugen ude i kulden; det var snarere magtspillet om den svenske trone end den nationale konflikt, der lagde grunden til den augustenborgske hertugslægts modsætning til Danmark.
Hertugen kom ud af sagen med tab af alle magtpolitiske muligheder. Han måtte koncentrere sig om arveretten i Slesvig og nedlægge alle sine embeder ved regeringen i København. Han blev i 1814 i Augustenborg til sin tidlige død som en bitter mand med et ødelagt helbred. Hertugparrets harmoniske ægteskab var ødelagt. Det fortsatte, men tilliden mellem ægtefællerne blev aldrig genoprettet.
Frederik Christians ganske unge søn Christian August arvede hertugtitlen.
Maria Hellebergs roman Kærlighedsbarn handler om forholdet mellem hertug Frederik Christian og Louise Augusta og giver et malende billede af de mange personlige, dynastiske, magtpolitiske og nationale konflikter i tiden.

## Ægteskab og børn
Frederik Christian blev gift den 27. maj 1786 på Christiansborg Slot med Prinsesse Louise Augusta af Danmark. Parret fik tre børn:
- Caroline Amalie (1796-1881), 1839-48 dronning af Danmark, gift med Christian 8. af Danmark
- Christian August (1798-1869), fra 1814-52 hertug af Augustenborg, gift 1820 med komtesse Louise Danneskjold-Samsøe (1796-1867).
- Frederik (1800-1865), fra 1832-51 prins af Nør, gift 1. gang 1829 med komtesse Henriette Danneskjold-Samsøe (1806-58), gift 2. gang 1864 med ms. Lee (amerikaner).

Herefter endte alle hendes graviditeter med aborter.

## Eksterne links
- Wikimedia Commons har flere filer relateret til Frederik Christian 2. af Slesvig-Holsten-Sønderborg-Augustenborg
- Die Herzöge von Augustenburg Arkiveret 8. oktober 2015 hos  Wayback Machine på Gesellschaft für Schleswig-Holsteinische Geschichte's hjemmeside (tysk)